# Библиотека на Залуски
Библиотеката на Залуски (на полски: Biblioteka Załuskich МФА [ˌbʲiblʲjɔˈtɛka zaˈwuscix], на латински: Bibliotheca Zalusciana) е създадена във Варшава от братята римскокатолически епископи Юзеф Анджей Залуски и Aнджей Станислав Залуски през 1747 – 1795 г.
Тя е първата полска публична библиотека, сред най-ранните публични библиотеки в Европа и при създаването си най-голямата библиотека в Полша.
След въстанието на Косцюшко през 1794 г. по заповед на императрица Екатерина II руските войски конфискуват фонда на библиотеката и го пренасят при личната колекция на импратрицата в Санкт Петербург, където година по-късно заляга в основата на новооткритата Императорска публична библиотека.
През 20-те години на XX век правителството на Руската съветска федеративна социалистическа република връща част от фонда на бившата библиотека Залуски на възвърналата независимостта си Втора Полска република по силата на Рижкия договор. Тя е умишлено разрушена от германските войски по време на Планираното разрушаване на Варшава през октомври 1944 г., след потушаването на Варшавското въстание.

## История
Библиотека Залуски се счита за първата полска публична библиотека и една от най-големите тогавашни библиотеки. По онова време в цяла Европа едва две или три библиотеки можели да се похвалят с подобни колекции. Първоначално библиотеката съхранявала около 200 000 единици, които се увеличили до около 400 000 печатни единици, карти и ръкописи до края на 1780-те години. Освен това е събрана голяма колекция от предмети на изкуството, научни инструменти, животински и растителни образци.
В библиотеката, отворена във вторник и четвъртък от 7:00 до 19 ч., молено читателите да пазят тишина и да се помолят за братя Залуски. Изнасянето на книги от библиотеката било забранено, тъй като кражбата на книги ставала все по-значим проблем, до такава степен че епископите решили да се обърнат към папата за помощ. В отговор на тяхната молба през 1752 г. папа Бенедикт XIV издал була, в която заплашвал с отлъчване от църквата тези, които взимат книги от библиотеката, но дори това не разрешило изцяло проблема.
След смъртта на братята новосъздадената Национална комисия по образование поема контрол над библиотеката и променя името ѝ на Библиотека на Републиката на братя Залуски.
Двадесет години по-късно, през 1794 г., след втората подялба на Полша и въстанието на Косцюшко, руските войски, по заповед на императрица Екатерина II, изпразнили библиотеката и изпратили цялата колекция в Санкт Петербург, където тя става част от Императорска публична библиотека при създаването ѝ година по-късно. Части от колекцията са увредени или разрушени по време на изнасянето от библиотека Залуски и транспорта им до Русия, много от тях са откраднати.
По-късно колекцията е разпръсната между няколко руски библиотеки. Части от колекцията на Залуски се връщат в Полша през 1842 г. и 1863 г. През 20-те години на XX век след полско-съветската война и по силата на Рижкия договор правителството на Руската съветска федеративна социалистическа република връща на Полша 50 000 единици от колекцията. Те са умишлено унищожени от германските войници по време на Планираното разрушаване на Варшава през октомври 1944 г., след потушаването на Варшавското въстание. Само 1800 ръкописа и 30 000 печатни материала от оригиналната библиотека оцеляват след войната.
През 1821 г. оригиналната сграда на библиотеката е превърната в жилищна сграда. При преоборудването ѝ бюстовете на полските крале, които първоначално се красели интериора на библиотеката и били укрити по време на подялбите на Полша, са открити и поставени на фасадата. Заради тях сградата става известна като „Къщата на кралете“ (Dom pod Królami).
Сградата е разрушена от германците по време на Втората Световна война. Възстановена е след войната по времето на Полската народна република.
Настоящата Национална библиотека на Полша (Biblioteka Narodowa), основана през 1928 г., се смята за продължител на библиотека Залуски.